# Liste der Mitglieder der Deutschen Akademie der Naturforscher Leopoldina/1893
Die Liste der Mitglieder der Deutschen Akademie der Naturforscher Leopoldina für 1893 enthält alle Personen, die im Jahr 1893 zum Mitglied ernannt wurden. Insgesamt gab es 28 neu gewählte Mitglieder.

## Neu gewählte Mitglieder
| Nr.  | Name                                  | Geboren       | Aufnahme | Gestorben     | Fachsektion                                                       | Bild                                            |
| ---- | ------------------------------------- | ------------- | -------- | ------------- | ----------------------------------------------------------------- | ----------------------------------------------- |
| 3002 | Rudolf Friedrich Eugen Arendt         | 1. Apr. 1828  | 2. Jan.  | 15. Mai 1902  | Chemie                                                            |                                                 |
| 3003 | Alfred Hegar                          | 6. Jan. 1830  | 2. Jan.  | 5. Aug. 1914  | Wissenschaftliche Medizin                                         | Alfred Hegar                                    |
| 3004 | Carl Binz                             | 1. Juli 1832  | 4. Jan.  | 11. Jan. 1913 | Wissenschaftliche Medizin                                         | Carl Binz                                       |
| 3005 | Johann Wilhelm Haacke                 | 23. Aug. 1855 | 4. Jan.  | 6. Dez. 1912  | Zoologie und Anatomie                                             | Wilhelm Haacke                                  |
| 3006 | Carl Friedrich Christian Mettenheimer | 19. Dez. 1824 | 4. Jan.  | 19. Dez. 1898 | Wissenschaftliche Medizin                                         | Carl von Mettenheimer                           |
| 3007 | Eugen Woldemar Bostroem               | 13. Okt. 1850 | 5. Jan.  | 24. Mai 1928  | Wissenschaftliche Medizin                                         |                                                 |
| 3008 | Julius Schreiber                      | 28. Feb. 1848 | 5. Jan.  | 18. Sep. 1932 | Wissenschaftliche Medizin                                         | Julius Schreiber in Neuhäuser, Ostpreußen, 1930 |
| 3009 | Friedrich Wilhelm Robert Otto         | 18. Aug. 1837 | 6. Jan.  | 14. Feb. 1907 | Chemie                                                            |                                                 |
| 3010 | Leopold Rügheimer                     | 5. Mai 1850   | 9. Jan.  | 24. Mai 1917  | Chemie                                                            |                                                 |
| 3011 | Christian Gottfried Heinrich Baeumler | 13. Mai 1836  | 12. Jan. | 21. Nov. 1933 | Wissenschaftliche Medizin                                         | Christian Bäumler                               |
| 3012 | Heinrich Köbner                       | 2. Dez. 1838  | 13. Jan. | 3. Sep. 1904  | Wissenschaftliche Medizin                                         | Heinrich Köbner                                 |
| 3013 | Karl Johann Kraut                     | 29. Sep. 1829 | 14. Jan. | 13. Jan. 1912 | Chemie                                                            | Karl Johann Kraut                               |
| 3014 | Carl Wilhelm von Zehender             | 1. Juli 1819  | 16. Jan. | 19. Dez. 1916 | Zoologie und Anatomie                                             | Carl Wilhelm von Zehender                       |
| 3015 | Friedrich Karl Adolph Neelsen         | 29. März 1854 | 17. Jan. | 10. Apr. 1894 | Wissenschaftliche Medizin                                         | Friedrich Neelsen                               |
| 3016 | Franz Hugo Schwanert                  | 17. Dez. 1828 | 19. Jan. | 17. Okt. 1902 | Chemie                                                            | Franz Hugo Schwanert                            |
| 3017 | Christian Gerhard Leopold             | 24. Feb. 1846 | 28. Jan. | 12. Sep. 1911 | Wissenschaftliche Medizin                                         | Christian Gerhard Leopold                       |
| 3018 | Themistokles Michael Ludwig Gluck     | 30. Nov. 1853 | 4. Feb.  | 25. Apr. 1942 | Wissenschaftliche Medizin                                         | Themistokles Michael Ludwig Gluck               |
| 3019 | Otto Hermes                           | 10. Sep. 1838 | 4. Feb.  | 19. März 1910 | Zoologie und Anatomie                                             |                                                 |
| 3020 | Hans Hugo Christian Bunte             | 25. Dez. 1848 | 4. Feb.  | 17. Aug. 1925 | Chemie                                                            | Hans Hugo Christian Bunte                       |
| 3021 | Georg Rudolf Reinhart Blochmann       | 12. Apr. 1848 | 6. Feb.  | 29. Feb. 1920 | Chemie                                                            |                                                 |
| 3022 | Karl Josef Elbs                       | 13. Sep. 1858 | 25. Feb. | 24. Aug. 1933 | Chemie                                                            | Karl Elbs (Justus-Liebig-Universität Gießen)    |
| 3023 | Christoph Friedrich Goppelsroeder     | 1. Apr. 1837  | 11. Mrz. | 14. Okt. 1919 | Chemie                                                            | Christoph Friedrich Goppelsroeder               |
| 3024 | Ludwig Meyer                          | 27. Dez. 1827 | 4. Apr.  | 8. Feb. 1900  | Wissenschaftliche Medizin                                         | Ludwig Meyer                                    |
| 3025 | John J. Stevenson                     | 10. Okt. 1841 | 18. Mai  | 10. Aug. 1924 | Mineralogie und Geologie                                          | John J. Stevenson                               |
| 3026 | William A. Haswell                    | 5. Aug. 1854  | 24. Jul. | 24. Jan. 1925 | Zoologie und Anatomie                                             |                                                 |
| 3027 | Anderson Stuart                       | 20. Juni 1856 | 24. Jul. | 29. Feb. 1920 | Wissenschaftliche Medizin                                         | Anderson Stuart                                 |
| 3028 | Konrad Karl Edmund Leser              | 1. Mai 1853   | 28. Jul. | 11. Dez. 1916 | Wissenschaftliche Medizin                                         |                                                 |
| 3029 | August Gottlob Isaak Karl Huyssen     | 29. Apr. 1824 | 30. Okt. | 2. Dez. 1903  | Mineralogie und Geologie Anthropologie, Ethnologie und Geographie |                                                 |